# رادورا
رادورا (به انگلیسی: Radura) یک نشان بین‌المللی است که بر روی محصولات و مواد غذایی که توسط پرتو ایکس، تابش الکترونی یا پرتو گاما پرتو دهی شده‌اند بکار می رود. این نماد به رنگ سبز و به صورت گیاهی درون یک حلقه سبز (که بالای آن خط چین است) نشان داده می‌شود. جزئیات و رنگ نماد در کشورهای مختلف فرق می‌کند.

## معنی کلمه رادورا
رادورا (Radura) از Radurization گرفته شده است. خود Radurization از ترکیب Radiation به معنی واپاشی هسته‌ای و کلمه لاتین Durus به معنی مقاوم ساخته شده است.

## تاریخچه
این نماد اولین بار در دهه ۱۹۶۰ در یک آزمایشگاه مخصوص پرتودهی خوراک در واخنینگن هلند ارائه شد تا نشان دهنده کیفیت بالای مواد خوراکی تولید شده در این آزمایشگاه باشد.

## مفهوم نماد
نقطه وسط، نشان دهنده ایزوتوپ پرتوزا است. دو برگ کناری، نشان دهنده سپر بیولوژیک برای کارگران و محیط زیست است. دایره بیرونی، نماد سیستم حمل و نقل است. نیمه پایینی بسته دایره، نشان دهنده سپر محافظ در برابر پرتو و نیمه بالایی خط چین آن، نماد برخورد پرتو به ماده مورد نظر است.

## پذیرش عمومی
به دلیل نگرانی بعضی گروه‌های حامی حقوق مصرف کنندگان و بی‌میلی بسیاری از تولید کنندگان، استفاده از خوراکی‌های پرتودهی شده در میان عموم، پذیرش گسترده‌ای نداشته است. بعضی استدلال می‌کنند که بر روی بسته‌های مواد پرتو دهی شده باید نماد خطر یا خطر زیستی قرار گیرد مگر اینکه اطمینان حاصل شود که هیچگونه پرتوزایی یا مشکل زیستی ایجاد نمی‌کند.
اتحادیه اقتصادی اروپا به جای بکارگیری این نماد، (با توجه به زبان کشور مصرف کننده) از عبارات هشدار دهنده استفاده می‌کند. رستوران‌هایی که از چنین موادی استفاده می‌کنند نیز باید با عبارت صحیح، مشتریان خود را آگاه سازند.
بر اساس قوانین سازمان غذا و دارو آمریکا (FDA) از سال ۱۹۸۶ مواد غذایی عرضه شده در فروشگاه‌ها باید دارای نماد رادورا به همراه عبارت "در معرض پرتو" (treated with radiation) یا "پرتو دیده" (treated by irradiation) باشند. اما رستورات‌ها نیازی به اطلاع رسانی در مورد خوراکی‌های خود ندارند.